# Ligne Moramanga-Lac Alaotra
La ligne Moramanga-Lac Alaotra, ou MLA, est une ligne de chemin de fer de Madagascar reliant, comme son nom l'indique, la ville de Moramanga à la région du lac Alaotra, plus au nord.

## Description
Cette voie ferrée, dont les travaux ont commencé en septembre 1914, est exploitée sur 98 km à compter de 1919, avant d'atteindre Ambatondrazaka en 1922 et Ambatosoratra en 1923.